# 123klan
 (août 2012).
Si vous disposez d'ouvrages ou d'articles de référence ou si vous connaissez des sites web de qualité traitant du thème abordé ici, merci de compléter l'article en donnant les références utiles à sa vérifiabilité et en les liant à la section « Notes et références ».
Le 123klan est un groupe de graffeurs et graphistes issus du nord de la France.

## Historique
Fondé en 1992 par le duo français Scien et Klor, 123klan est avant tout un duo de graffeurs et graphistes issus du Nord de la France (région de Dunkerque). Basés à Montréal depuis 2007, ils y ont ouvert leur studio de création du même nom.
Ils ont également créé leur propre marque de vêtement appelée « Bandit-1$M »[réf. nécessaire].

## Parcours
Spécialisés dans la création de grandes fresques représentant des lettrages droits et clairs ainsi que des personnages inspirés par la culture manga et hip-hop, 123klan mélange graffiti et graphisme sur Internet.
Les membres de 123klan débutent leurs activités de designer dès 1993, après avoir découvert le travail de Neville Brody sur la typographie. Ils mixent graffiti et graphisme sur le web, utilisant cette plate-forme comme un véritable outil de création[réf. nécessaire].
Ils ont entre autres exposé à Bruxelles, Rome, Paris, Barcelone, New York et Tokyo dans le cadre de divers événements propres au milieu graffiti[réf. nécessaire].  (ISBN 978-2-910565-58-9)
Le duo a également travaillé pour de grandes marques dans le cadre de divers projets publicitaires :
- Vachon : Mise à jour de l'emballage des traditionnels gâteaux Jos Louis (2009)
- Nike : Character Design pour la campagne 2002-2003 de Nike USA Street Roller Hockey, collections printemps et hiver 2010/2011
- Mouse Sk8boards : Visuels de planches et identité graphique (2003)
- K out Of Control : Customisation d'une collection de meuble (2004)
- Adidas, Collections printemps et hiver 2007, https://www.123klan.com/blogs/video/adidas-end-to-end-x-123klan
- Stussy : Collections 2005, 2006, 2007, 2008

## Membres
- Scien
- Klor
- Dean
- Sper
- Skam
- Reso
- Meric